# Traszkuny (okręg wileński)
Traszkuny (lit. Troškūnai) – wieś na Litwie, w okręgu wileńskim, w rejonie wileńskim, w gminie Sużany.

## Historia
W Rzeczypospolitej Obojga Narodów miejscowość była nazywana także Troszkuny, Troskinowo lub Trokinowo. Leżały w województwie wileńskim, w powiecie wileńskim. Stanowiły starostwo niegrodowe. Odpadły od Polski w wyniku III rozbioru.
W XIX i w początkach XX w. położone były w Rosji, w guberni wileńskiej, w powiecie wileńskim, w gminie Niemenczyn. Były wówczas siedzibą okręgu wiejskiego. W 1892 miejscowość liczyła 137 mieszkańców, zamieszkałych w 13 budynkach, w tym 136 katolików i 1 prawosławnego. Po I wojnie światowej pod administracją polską, w Zarządzie Cywilnym Ziem Wschodnich. W latach 1920–1922 w składzie Litwy Środkowej.
Od 11 kwietnia 1922 leżały w Polsce, w województwie wileńskim, w powiecie wileńsko-trockim, w gminie Niemenczyn. W 1931 miejscowość liczyła 237 mieszkańców, zamieszkałych w 39 budynkach.
Po II wojnie światowej w granicach Związku Sowieckiego. Od 1991 na niepodległej Litwie.